# تووست (کارولینای شمالی)
تووست (به انگلیسی: Toast) شهری در ایالت کارولینای شمالی کشور ایالات متحده آمریکا است که جمعیت آن در سرشماری سال ۲۰۱۰ میلادی، ۱٬۴۵۰ نفر بوده‌است.